# Майкъл Гарибалди
Майкъл Гарибалди (на английски: Michael Garibaldi) е измислен герой от научнофантастичния сериал Вавилон 5. Той е Ръководител на Охраната на станцията през първите четири сезона на сериала. Гарибалди е американец от италиански произход и е роден в Ню Йорк. Той е бивш алкохолик, който е уволнен от редица работни места поради небрежност или несъгласие с началниците си. Последното му назначение е като пилот на транспортна совалка на Марс, където се запознава с Джефри Синклер. Майкъл е весел и оптимистично настроен човек, чиито оригинални фрази разчупват сериозния характер на сериала, създавайки интересни комедийни моменти.

## Известни реплики на героя
- „Гарибалди: Не съм оторизиран за този тип информация.
- Дейвид Ендауи: Но вие сте шеф на охраната!
- Гарибалди: Да, но какъв шеф на охраната бих бил, ако позволявам на хора като мен да знаят неща, които не би трябвало да знаят. Аз знам каквото знам, защото трябва да го знам. И ако не трябва да знам нещо, не го казвам на себе си и не позволявам на никого да ми го казва.“
- „Лондо: Г-н Гарибалди, наистина ли щяхте да ме убиете?“
- „Гарибалди: Да, но се радвам, че не се наложи. Документацията после е голяма досада.“